# Ceracris hoffmanni
Ceracris hoffmanni är en insektsart som beskrevs av Boris Petrovich Uvarov 1931. Ceracris hoffmanni ingår i släktet Ceracris och familjen gräshoppor. Inga underarter finns listade i Catalogue of Life.